# Дом большой мамочки
«Дом большой мамочки» (англ. Big Momma's House) — американская криминальная комедия 2000 года. В 2006 году вышло продолжение — «Дом большой мамочки 2». В 2011 году на экранах появился триквел фильма — «Большие мамочки: Сын как отец».

## Сюжет
Последнее назначение агента ФБР Малкольма Тёрнера приводит его в маленький городок, где он должен поймать грабителя банков Лестора Веско, который недавно сбежал из тюрьмы. Он устанавливает слежку за домом женщины, известной как «Большая Мамочка». По оперативным данным её должна навестить бывшая девушка преступника Шерри. Чтобы войти к ней в доверие, Тёрнер должен сыграть бабушку, весящую пару сотен килограммов.

## В ролях
- Мартин Лоуренс — Малкольм Тёрнер
- Ниа Лонг — Шерри Пирс
- Энтони Андерсон — Нолан
- Терренс Ховард — Лестор Веско
- Пол Джаматти — Джон
- Элла Митчелл — Хэтти Пирс
- Карл Райт — Бен Роули
- Яша Вашингтон — Трент Пирс
- Октавия Спенсер — Твила
- Седрик «Развлекатель» — преподобный
- Тичина Арнольд — Рита
- Элла Митчелл[англ.] — Большая мамочка

## Саундтрек
1. «That’s What I’m Looking For»- 4:03 (Da Brat, Missy Elliott & Jermaine Dupri)
2. «I've Got to Have It»- 3:24 (Nas, Monica & Jermaine Dupri)
3. «What I’m Gon' Do to You»- 3:50 (Kandi Burruss)
4. «Bounce With Me»- 3:23 (Lil Bow Wow & Xscape)
5. «You Can Always Go»- 3:38 (Jagged Edge & Blaque)
6. «Radio»- 4:26 (Kurupt & Phats Bossi)
7. «Big Momma’s Theme»- 3:14 (Da Brat, Destiny's Child & Vita)
8. «Treated Like Her»- 4:34 (LaTocha Scott & Chanté Moore)
9. «I Like Dem Girlz»- 4:35 (Lil Jon and the Eastside Boyz)
10. «I Want to Kiss You»- 3:31 (Devin Vasquez)
11. «Love’s Not Love»- 3:39 (Marc Nelson)
12. «Ooh Big Momma»- 3:48 (Lil Jon and the Eastside Boyz)
13. «Get Up»- 4:07 (Jessica)
14. «I Still Got to Have It»- 3:27 (Nas & Jermaine Dupri)